# Mniovelia kuscheli
Mniovelia kuscheli är en insektsart som beskrevs av Andersen och Polhemus 1980. Mniovelia kuscheli ingår i släktet Mniovelia och familjen vattenspringare. Inga underarter finns listade i Catalogue of Life.